# ايتان شوارتز
ايتان شوارتز (بالعبرية: איתן שוורץ‏) هو مراسل ميداني وكبير الإداريين التنفيذيين إسرائيلي، ولد في 6 يونيو 1974 في نيويورك في الولايات المتحدة.